# Accouchierhaus Göttingen

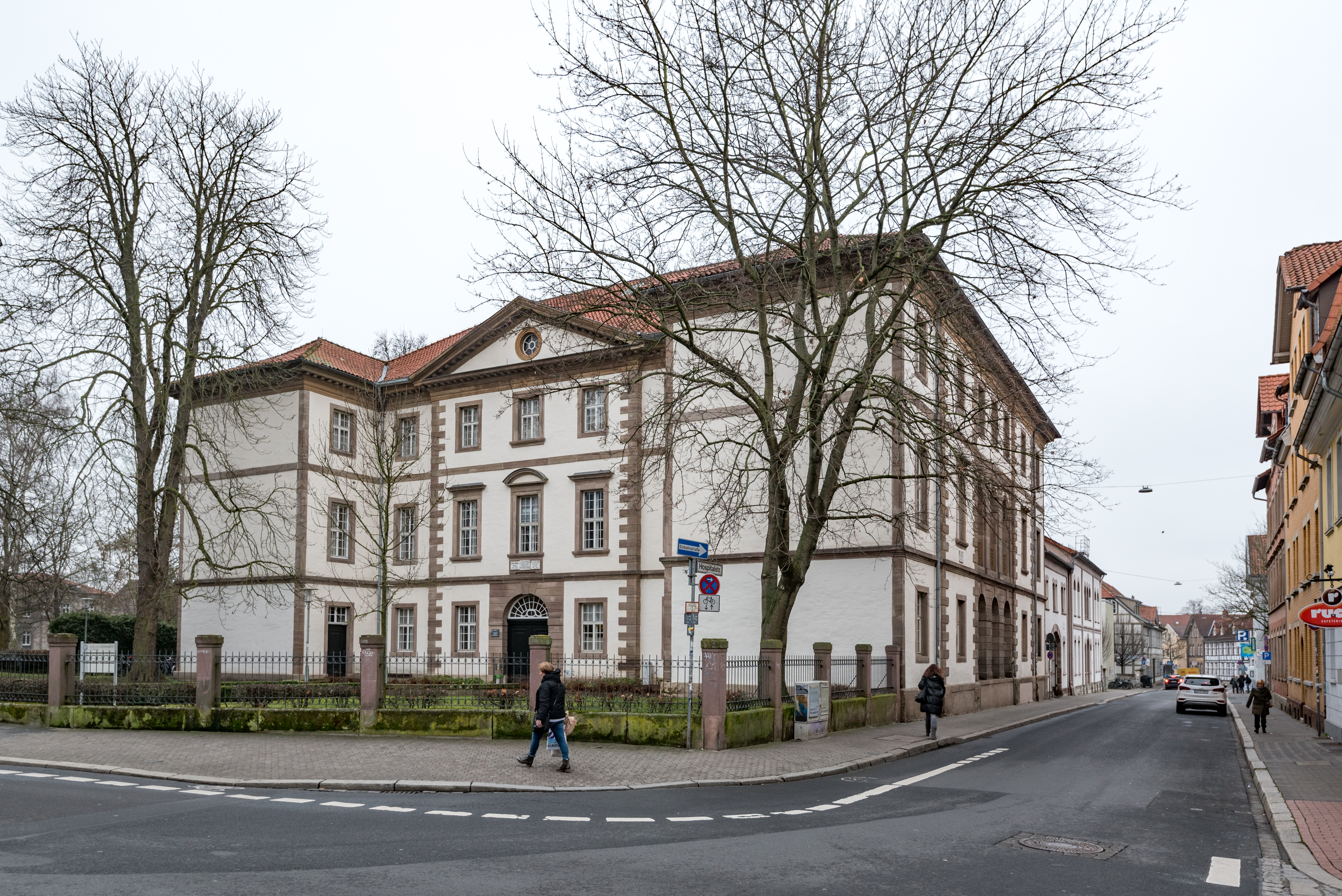
Das 1791 eingeweihte Accouchierhaus, Ansicht von Nordosten (2018)

Das Accouchierhaus der Georg-August-Universität Göttingen wurde 1785–1791 nach Plänen von Georg Heinrich Borheck als universitäre Gebäranstalt in der Innenstadt von Göttingen in Niedersachsen errichtet (Kurze-Geismar-Straße 1). Die Göttinger Accouchiranstalt war Ende 1751 an gleicher Stelle in einem Vorgängerbau des heutigen Barockgebäudes begründet worden. Sie war damit – nach der bereits kurz vorher im Februar 1751 in der Berliner Charité ins Leben gerufenen Hebammenschule – die zweite universitäre Entbindungsanstalt im deutschsprachigen Raum. Allerdings gilt den Göttingern ihre Entbindungsanstalt und das heutige Accouchierhaus irrtümlich oftmals gar als „erster Frauenklinikbau in Deutschland“.

## Bezeichnungen
Die vom französischen accoucher (entbinden) herrührende und heute in Göttingen übliche Bezeichnung Accouchierhaus (1788: Accouchirhaus) war früher selten; gebräuchlich in Göttingen waren vor allem die Bezeichnungen Accouchir-Hospital, Accouchiranstalt oder Accouchir-Institut. Die offizielle Bezeichnung lautete ursprünglich Königliche Entbindungsanstalt an der Universität Göttingen.

## Vorgängerbau und Geschichte bis 1896

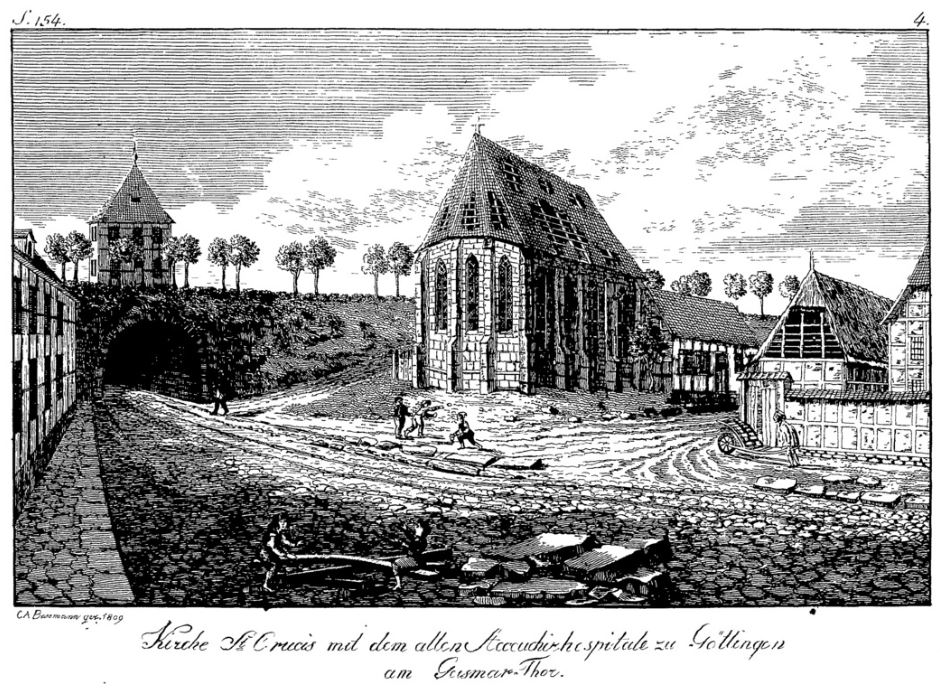
Die 1783 abgebrochene Hospitalkapelle St. Crucis am Geismartor, rechts dahinter das Armenhospital als eingeschossiger Fachwerkbau mit dem „alten Accouchirhospitale zu Göttingen“. Retrospektiver Kupferstich von Christian Andreas Besemann, 1809

In der 1734 gegründeten und 1737 eingeweihten Universität Göttingen wurde 1751 auf Initiative des Professors für Anatomie, Chirurgie und Botanik Albrecht von Haller die Königliche Entbindungsanstalt an der Universität Göttingen ins Leben gerufen. Die Anstalt war in den ersten Jahrzehnten Teil des mittelalterlichen Armenhospitals St. Crucis, das am südlichen Stadtausgang beim Geismartor lag, zwischen dem Stadtwall und der später danach benannten Hospitalstraße (bis 1790 Rähmenstraße). Die Entbindungsanstalt selbst war zwar nur in einem bescheidenen, eingeschossigen Fachwerkgebäude neben der Kapelle untergebracht, aber gleichwohl im Rückblick betrachtet die historische Keimzelle der späteren Universitätsmedizin Göttingen, denn erst drei Jahrzehnte später wurde an der Kurze-Geismar-Straße, gerade gegenüber der Hospitalkapelle St. Crucis, das Akademische Hospital begründet. Ziel der ersten Entbindungsanstalt war zunächst die Ausbildung von ärztlichen Geburtshelfern und von Hebammen, aber letztlich auch „daß arme, eheliche und uneheliche Schwangere eine sichere Unterkunft über die Zeit ihrer Geburt und damit alle Unterstützung, Beistand und Hülfe finden, welche zu Erhaltung ihrer selbst und ihrer Leibesfrucht erforderlich sein können“. Die Gründung der Accouchiranstalt „stand im Einklang mit dem politischen Projekt der Medikalisierung der Entbindung“.
Zum ersten Klinikleiter und Geburtshilfe-Dozenten der Göttinger Accouchiranstalt wurde am 28. Juli 1751 der 25 Jahre junge und kurz zuvor promovierte Johann Georg Roederer aus Straßburg als außerordentlicher Professor nach Göttingen berufen; er übernahm den neu errichteten Lehrstuhl am 18. Dezember 1751. Sein Auftrag lautete, nach dem Muster des Accouchierzimmers in Straßburg eine solche Anstalt auch in Göttingen einzurichten. Roederer hatte sich in Anatomie und Geburtshilfe spezialisiert und verfasste zu diesem Gebiet 1753 das Lehrbuch Elementa artis obstetriciae in usum auditorium (Grundzüge der Hebammenkunst zum Gebrauch im Hörsaal). Er wurde 1754 zum ordentlichen Professor und zum Leibarzt von König Georg II. ernannt. Die fachliche Reputation des jungen Gelehrten war also exzellent, nicht allerdings die baulich-hygienischen Verhältnisse in seiner baufälligen Entbindungsanstalt. Roederer begann in den Räumlichkeiten des Armenhospitals mit zunächst nur zwei Zimmern, für die in den verbleibenden Wochen des Jahres 1751 nach der Gründung immerhin schon drei Geburten verzeichnet werden konnten. In den ersten Jahren betreute Roederer mit seinen Studenten in dieser beengten Situation etwa 10 bis 30 Geburten jährlich. Aus dem Jahr 1752 ist bekannt, dass zu den Entbindungen nur ältere Studenten zugelassen wurden und bis zu 14 von ihnen während einer Geburt anwesend waren. Roederer beklagte sich in seiner nur zwölf Jahre währenden und durch einen frühen Tod 1763 beendeten Amtszeit wiederholt über Platzmangel und den desolaten baulichen Zustand des Hospitals. Da die Anstalt vor allem der Lehre diente, musste hierfür Raum geschaffen werden. Doch auch unter der Leitung seines Nachfolgers Heinrich August Wrisberg blieben die baulichen Probleme weiter bestehen.
Erst in der Amtszeit des 1782 nach Göttingen berufenen Professors Johann Heinrich Fischer (1759–1814) sollte der Bau eines neuen Accouchier-Hospitals Abhilfe verschaffen. Fischer hatte durch eine mehrjährige Studienreise Einblicke in europäische Hospitäler und Geburtskliniken erhalten und war hinsichtlich der Planung für das Göttinger Hospital durch seinen Lehrer Georg Wilhelm Stein beraten worden. Stein war ein berühmter Geburtshelfer und seit 1763 Leiter des Accouchier- und Findelhauses sowie außerordentlicher Professor am Collegium Carolinum im nahen Kassel und hatte beim Neubau der Kasseler Institution 1775–1777 mitgewirkt.
Für die Genehmigung des teuren Göttinger Klinik-Neubauprojekts von Seiten der königlich-hannoverschen Regierung waren vor allem bevölkerungspolitische Argumente ausschlaggebend: Von der Senkung der Kinder- und Müttersterblichkeit, die man sich von einer Institutionalisierung des ärztlichen Entbindungswesens versprach, erhoffte man sich ein für die militärische Stärke als notwendig interpretiertes Bevölkerungswachstum.
Der schon länger geplante Ersatzneubau des großzügig angelegten neuen und heute noch bestehenden Gebäudes an Stelle des alten Hospitals erfolgte endlich 1785–1791 nach Plänen des Göttinger Architekten und Universitätsbaumeisters Georg Heinrich Borheck, als dessen architektonisches Hauptwerk der Bau gilt. An ihn und an den einflussreichen Berater aus Kassel Georg Wilhelm Stein erinnert über dem Haupteingang eine Göttinger Gedenktafel mit der Inschrift: „Zum Gedächtnis / der Begründer dieses Hauses: / Frauenarzt Hofrat / G. W. Stein und / Univ. Baumeister Borheck / 1784.“ Die Marmortafel ist freilich viel später angebracht worden und wohl mindestens hundert Jahre jünger, denn die in der Universitätsstadt typischen Göttinger Gedenktafeln gibt es erst seit 1874.
Im März 1785 erwarb die Landesregierung das alte Hospital-Grundstück von der Stadt; die feierliche Grundsteinlegung war am 17. September 1785 und im Oktober 1787 war der Rohbau bis unters Dach fertig. Im März 1791 war der Bau vollendet. Der schließlich fertiggestellte Neubau war überaus geräumig und wies große Flure, hohe Decken und ein ausladendes Treppenhaus auf, die einerseits zwar eine gute Belüftung gewährleisten und so der Gesundheit der Patientinnen förderlich sein sollten, andererseits aber wegen des repräsentativen Erscheinungsbildes auch als „Akkouchier-Palast“ kritisiert wurden. In dem Neubau stieg die Zahl der Entbindungen auf 80 bis 100 im Jahr.

Vierter Direktor des Göttinger Accouchierhauses war von 1792 bis 1822 Friedrich Benjamin Osiander, der als Autor, Lehrer und Praktiker als einer der profiliertesten deutschen Geburtshelfer seiner Zeit galt. Er bot erstmals regelmäßige Hebammenkurse an und die Zahl der aufgenommenen Schwangeren stieg zusehends.

Bildergalerie
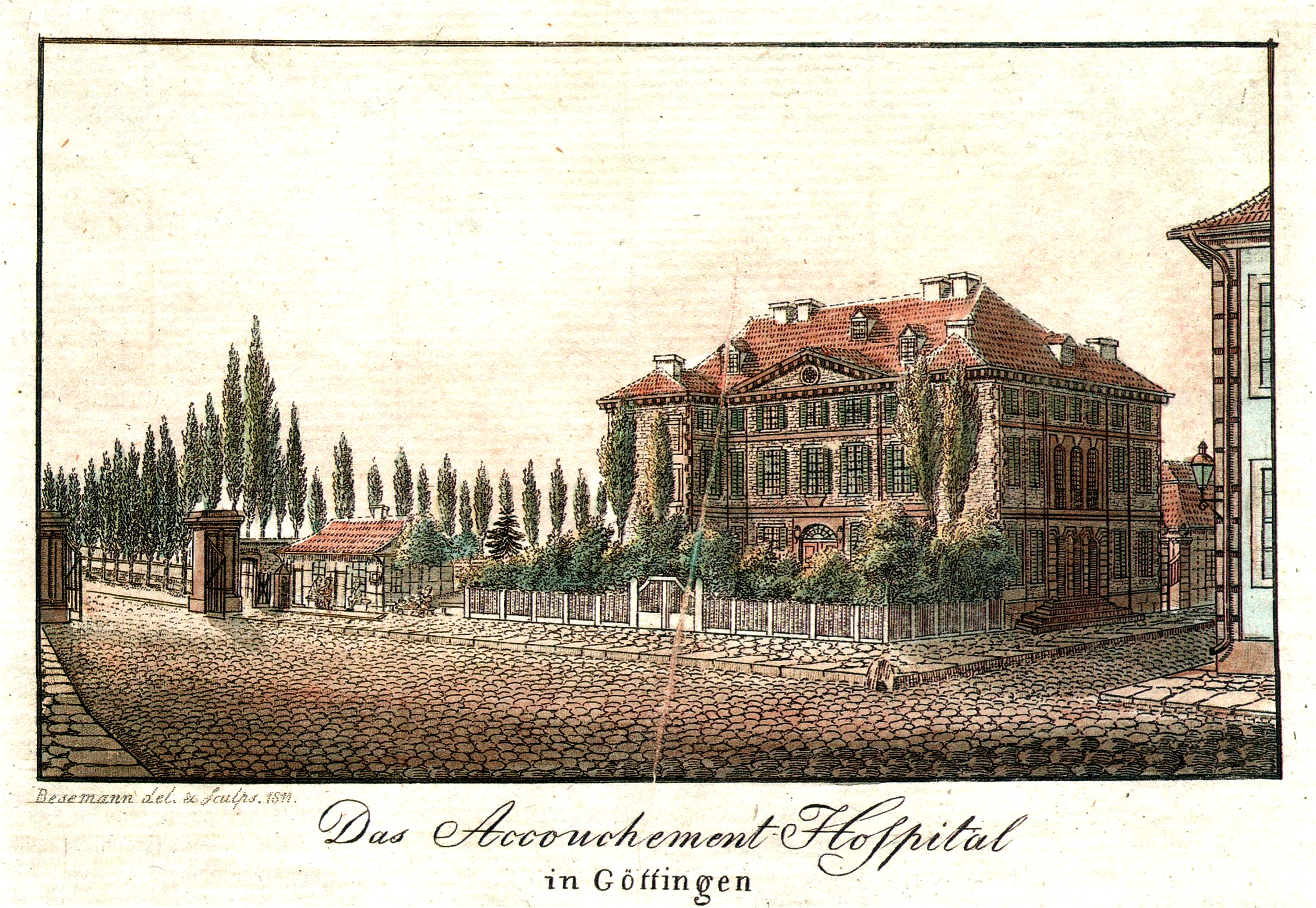
„Das Accouchement-Hospital in Göttingen“, Ansicht von Nordosten, mit Hospital-Vorgarten und nördlichem Neben-Zugang mit Freitreppe zur Hospitalstraße; links am Rand das frühere Geismartor. Kolorierter Stich von Christian Andreas Besemann, 1811
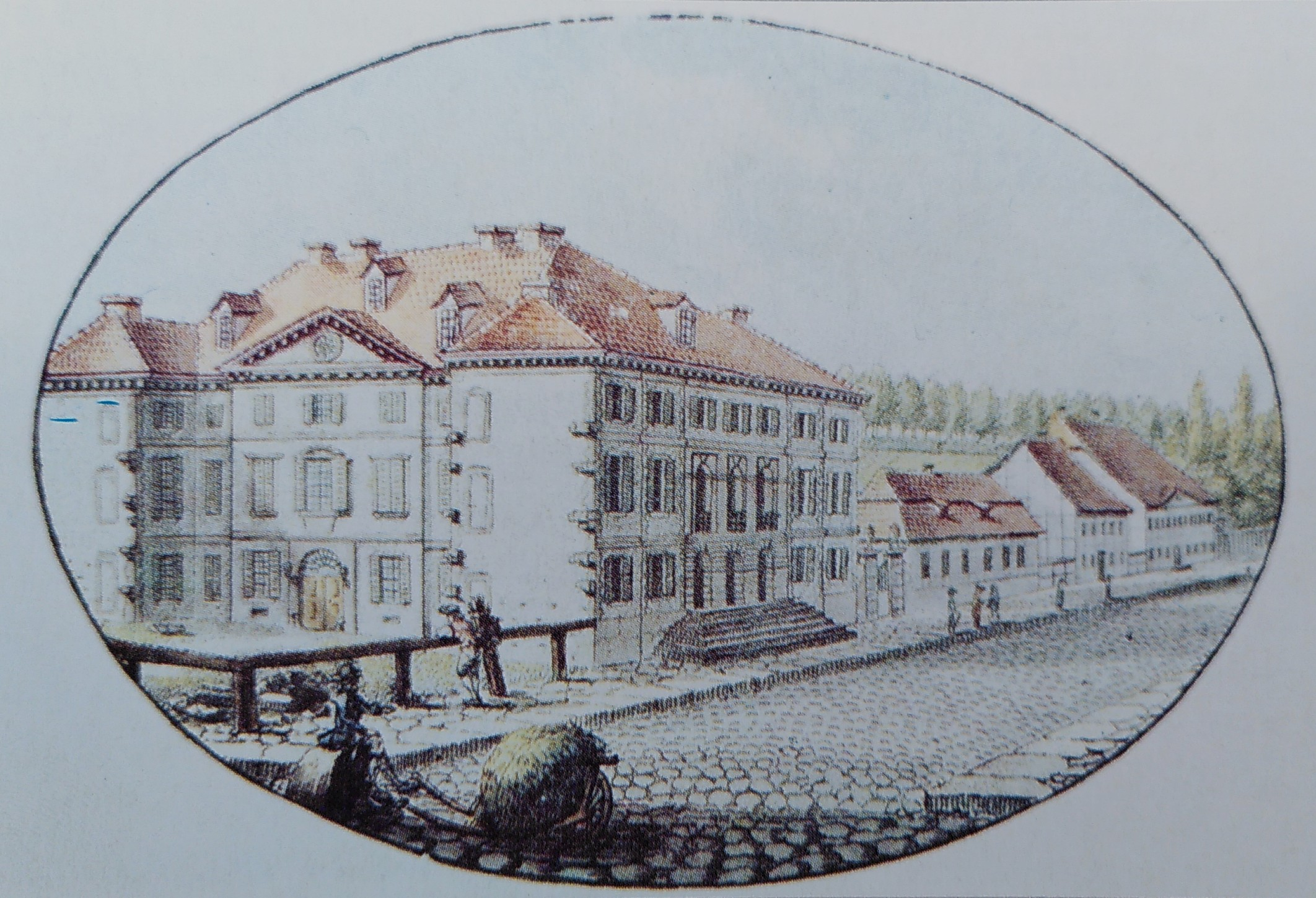
Ansicht von Nordosten mit Blick in die Hospitalstraße. Stich von Christian Andreas Besemann, vor 1818. Die östlichen Stutzflügel zeigen Wartesteine und zugesetzte Verbindungstüren für das geplante Weiterbauen.
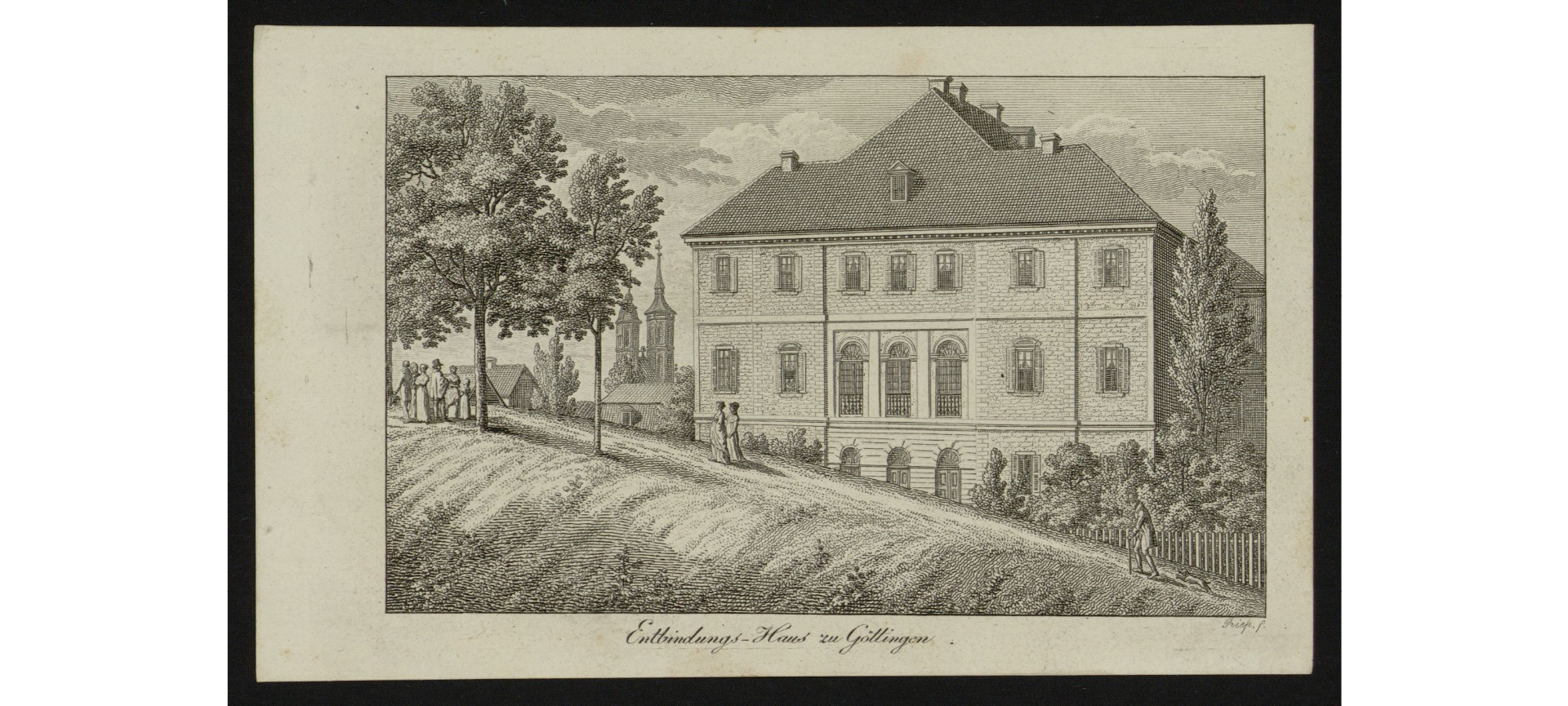
„Entbindungs-Haus zu Göttingen“, Ansicht der südlichen Seitenfassade mit davor der Rampe zum Stadtwall. Stich von Ernst Ludwig Riepenhausen, um 1821
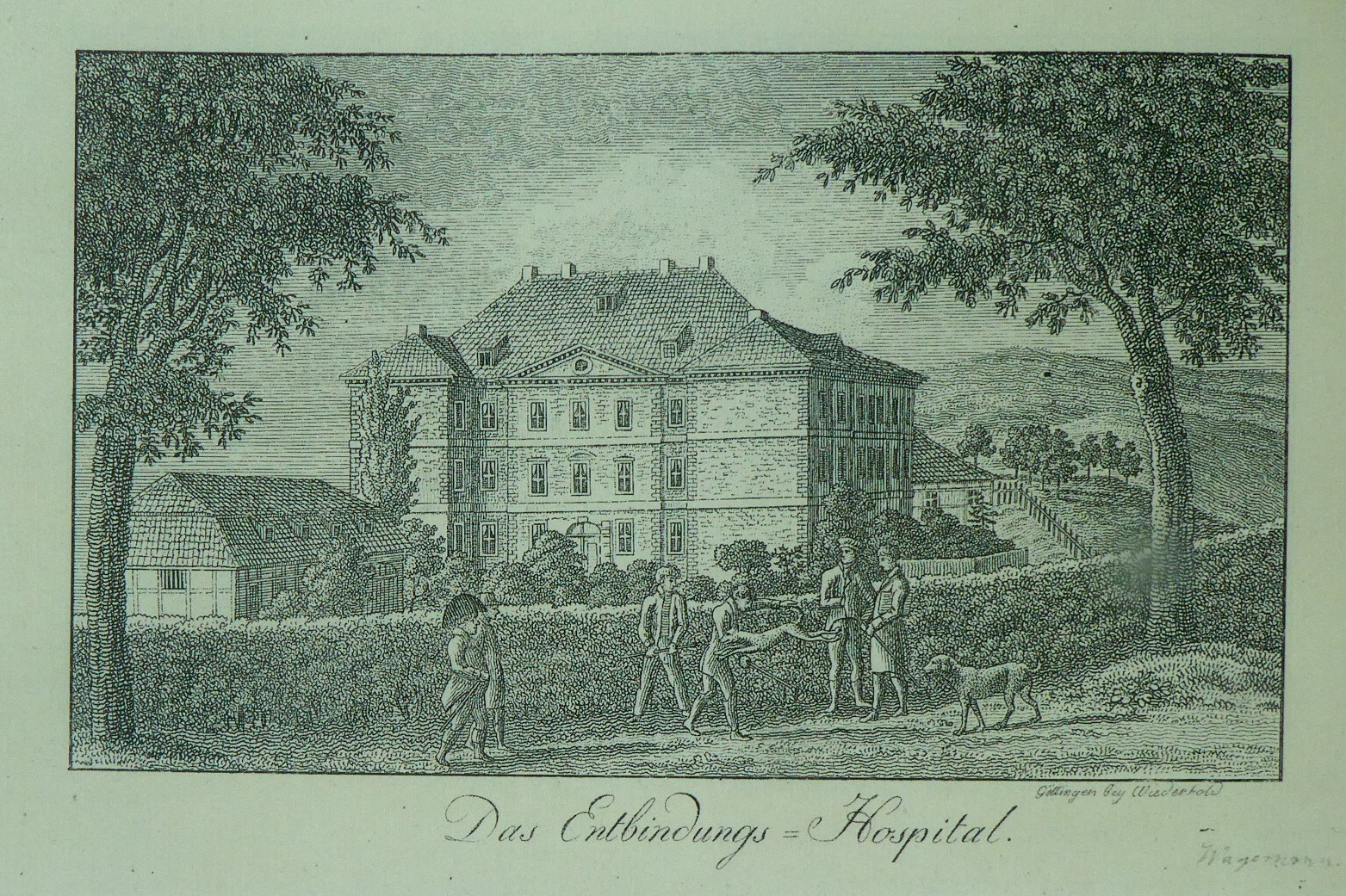
„Das Entbindungs-Hospital“; Blick vom Stadtwall auf die Rückseite bzw. Westfassade. Kupferstich von Heinrich Grape, 1818
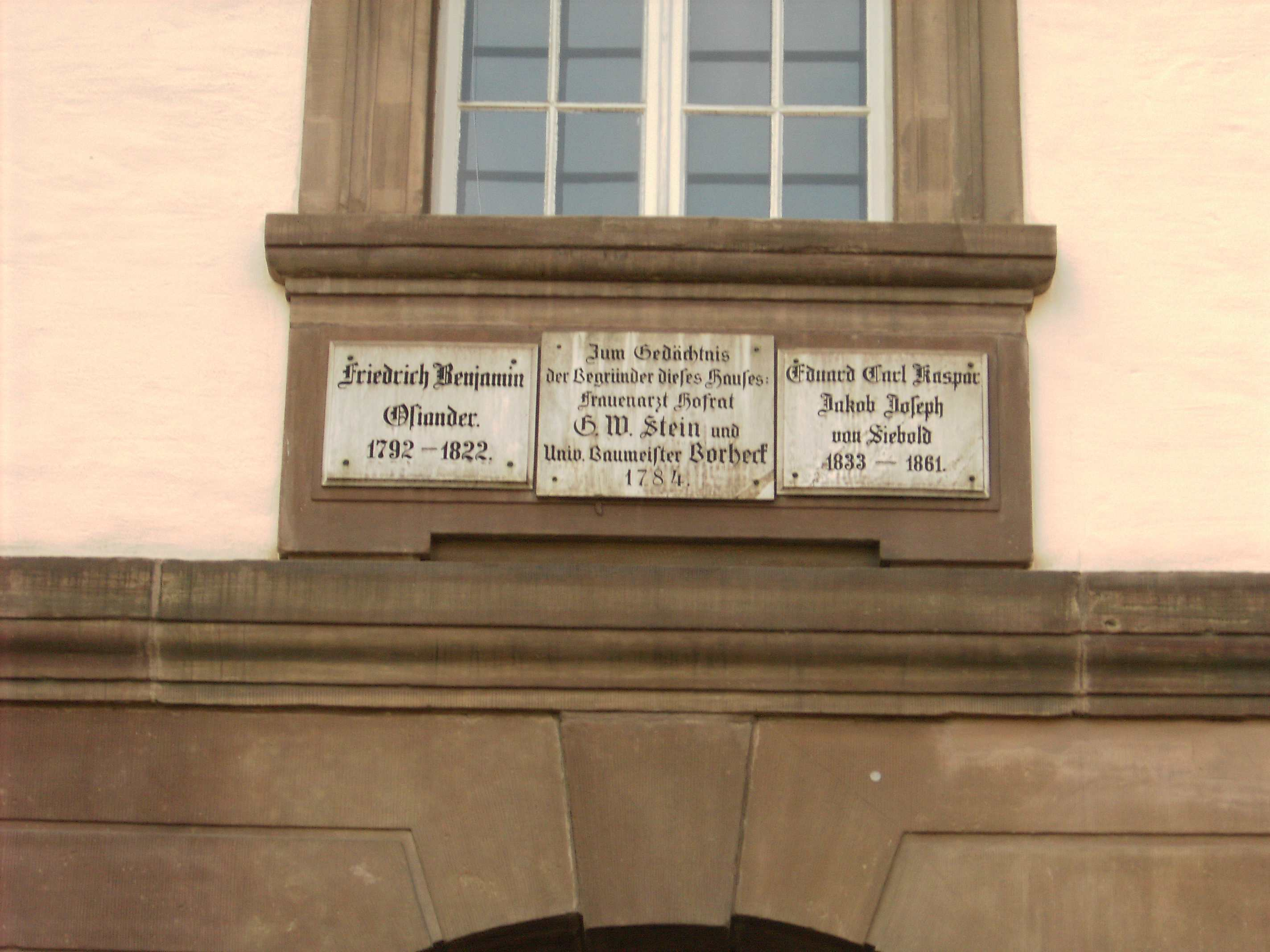
Göttinger Gedenktafeln über dem Haupttor der Ostfassade (2006)

1824 erfolgte ein größerer Umbau, bei dem insbesondere die beklagte Raumverschwendung der großen Flure beseitigt, der Hörsaal ins Erdgeschoss verlegt und die Bettenzahl von 16 auf 20 erhöht wurde.
Ende des 19. Jahrhunderts beschloss man unter der Leitung des Direktors der unterdessen erweiterten Klinik für Gynäkologie und Geburtshilfe, Max Runge, das Gebäude in der Kurze-Geismar-Straße zu verlassen, auch angesichts der sich konsolidierenden Gynäkologie. Die Klinik zog 1896 in einen größeren Neubau mit Direktorenvilla in der Humboldtallee 19/21 (vor 1965: Kirchweg), angeschlossen an die außerhalb der Altstadt errichtete große Anlage der Vereinigten Kliniken.

### Direktoren
(Quelle: )
- 1751–1763: Johann Georg Roederer
- 1763–1785: Heinrich August Wrisberg
- 1785–1791: Johann Heinrich Fischer
- 1792–1822: Friedrich Benjamin Osiander
- 1823–1832: Ludwig Julius Caspar Mende
- 1832–1861: Eduard Caspar von Siebold
- 1862–1890: Hermann Schwartz
- 1888–1909: Max Runge

## Architektur
Die genaue Planungs- und Architekturgeschichte für das neue Accouchierhaus ist wissenschaftliche noch nicht erforscht worden. Johann Stephan Pütter berichtete in seiner 1788 (also noch während der Erbauungszeit) erschienenen Universitätsgeschichte, dass die Planungen schon 1782 begannen und von mehreren Fachleuten und Vorbildern beeinflusst waren: „Unter verschiedenen von mehreren Kunstverständigen in Vorschlag gebrachten Rissen ward endlich durch geneigte Verwendung des Herrn Hofrath Steins zu Cassel vom Chevalier de Nervciat verfertigten sehr ausführlichen Risse der Vorzug vor den übrigen zuerkannt, und die Ausführung desselben mit Hinweglassung aller zu kostbaren und entbehrlichen Verzierungen beschlossen. Da aber noch ausserdem das zum Bau bestimmte Terrain einige Abänderungen des besagten Risses nothwendig machte, so erhielt der Universitäts-Architect Borheck den Auftrag, obigen Riß insoweit abzuändern, als es die Umstände erforderten.“ Maßgeblich für die Neubauplanung waren also die von Hospitaldirektor Johann Heinrich Fischer bei seinem Lehrer, dem Kasseler Hofrat und Geburtshelfer Georg Wilhelm Stein d.Ä. eingeholten Ratschläge, der wiederum aus Kassel den Architekturdilettanten André de Nerciat beizog. Stein war insofern bauerfahren, als unter seiner Leitung in Kassel bereits ein Findel- und Accouchierhaus errichtet worden war. Nerciats Ausgangsentwurf ist verschollen; es sind nur Entwurfsüberarbeitungen durch den Universitätsarchitekten Georg Heinrich Borheck überliefert.

1784 sandte die Universitätsleitung den Genehmigungsantrag für das Neubauprojekt an die Regierung in Hannover, dem ein früher Änderungsentwurf von Borheck beilag. Dieser Plansatz sah eine am barocken Schlossbau orientierte Dreiflügelanlage mit dreigeschossigem Corps de Logis und vorgelagerten zweigeschossig-schmalen Seitenflügeln vor. Die barocke Anmutung wurde unterstrichen durch das auffällige Mansarddach.

Borhecks Vorentwürfe
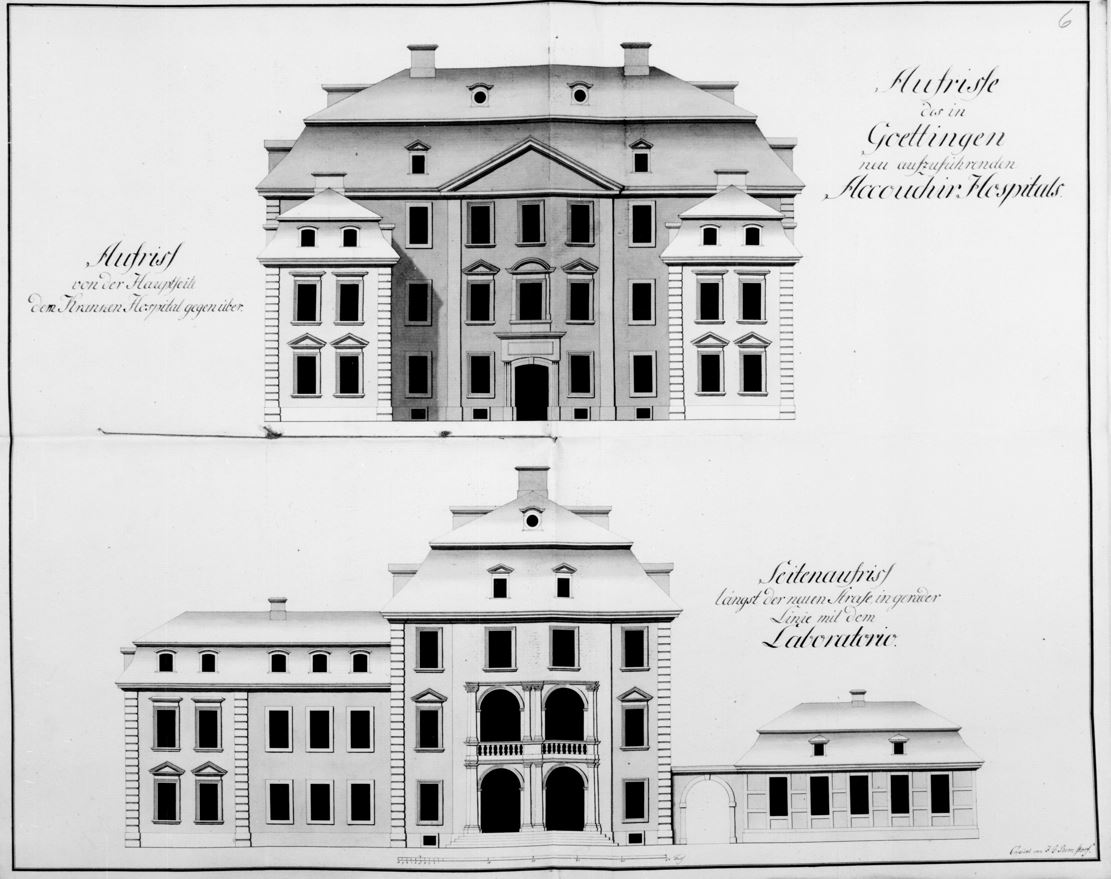
Entwurf von 1784: Haupt- und Seitenfassade des Accouchir-Hospitals (Georg Borheck, Genehmigungsantrag)
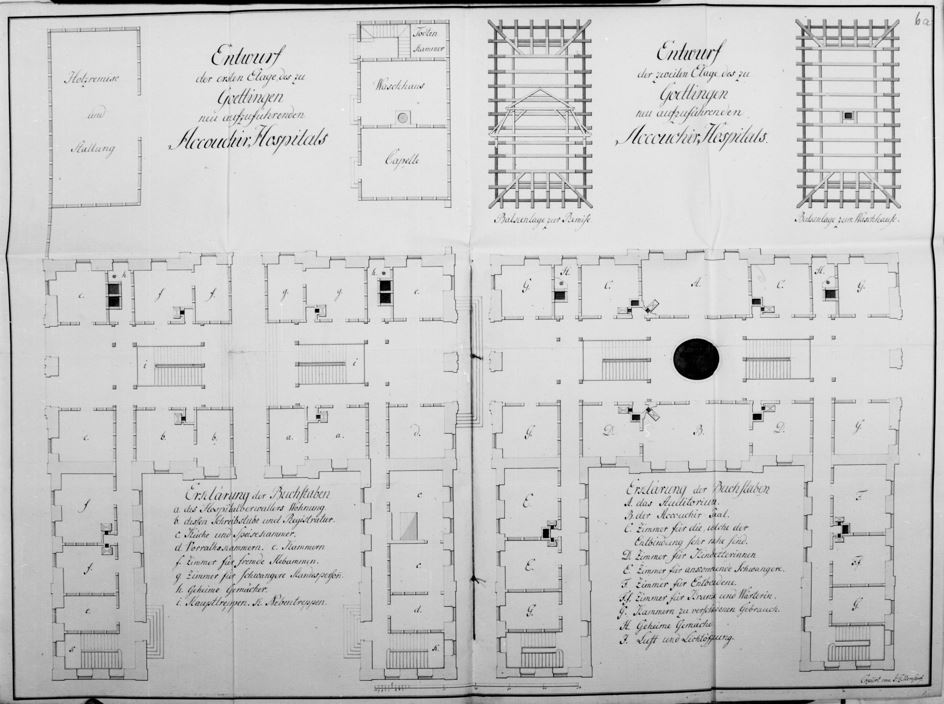
Entwurf von 1784: Grundrisse für Erdgeschoss und erstes Obergeschoss des Accouchir-Hospitals (Georg Borheck, Genehmigungsantrag)
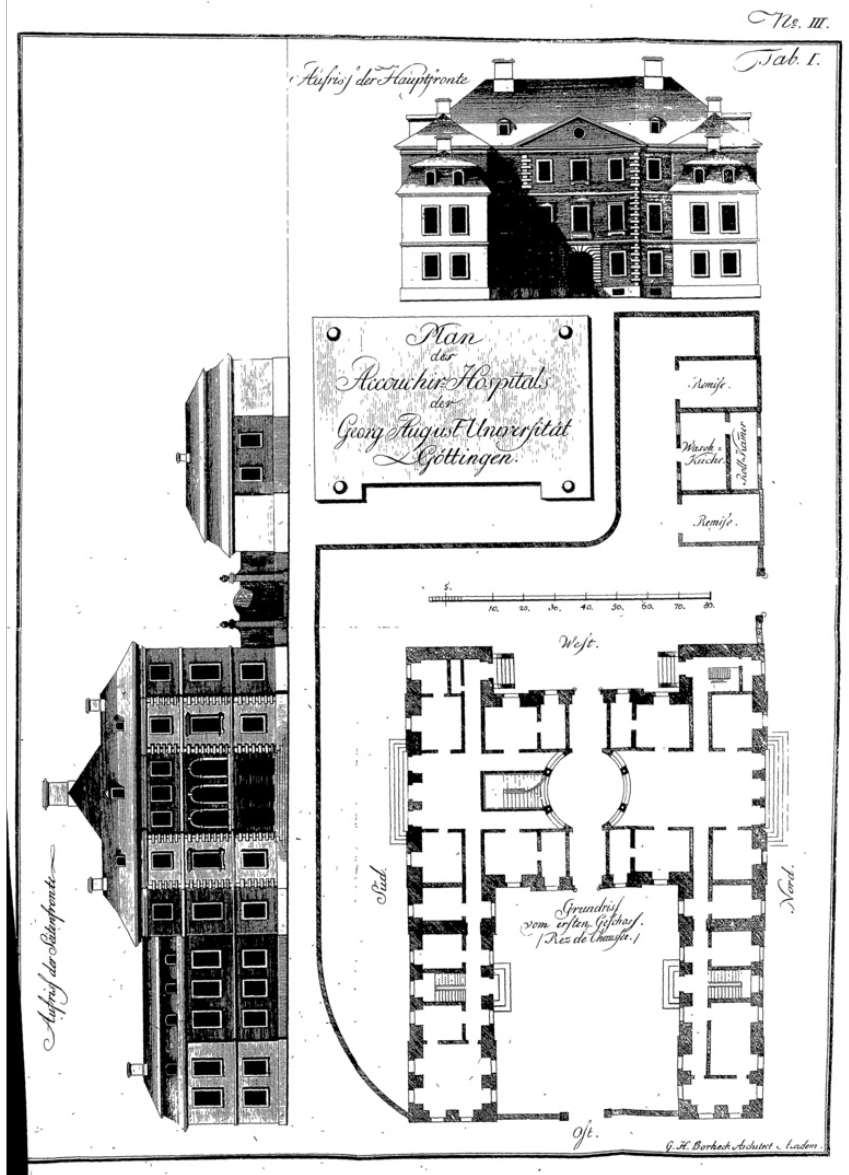
Überarbeiteter Planungsstand von 1788 während der Bauausführung; teilweise schon mit Walmdächern, aber noch mit Seitenflügeln

Nach weiteren Planungszwischenstufen kam es ab 1785 zur Ausführung einer „reduzierten Version“ des Baus ohne Seitenflügel. Im Ergebnis formte Borheck das Corps de Logis zu einem Querriegel mit beidseitig je zwei kurzen Seitenrisaliten um. Allerdings wirkt die Umplanung im Ergebnis unglücklich gestaltet und dokumentiert darin den äußerlich vor allem an den Seitenrisaliten erkennbaren Planwechsel, denn deren Fronten blieben fensterlos. Ob allerdings mit diesen „Stutzflügeln“ wirklich an eine spätere Erweiterungsmöglichkeit nach Osten gedacht war, bleibt ungeklärt. Immerhin zeigt noch eine Abbildung des frühen 19. Jahrhunderts ehemals vorhandene Wartesteine an den Ecken der Stutzflügel, die auf einen vorbereiteten Maueranschluss deuten.
Eine weitere wichtige Entwurfsänderung betraf das vormals mächtige Mansarddach, das im ausgeführten Bau einem damals moderneren, flach geneigten Walmdach wich und ursprünglich mit einer Biberschwanzdeckung versehen war. Die Fassaden des verputzten Steinbaus mit Sandstein-Gliederungselementen sind baustilistisch in dem von Borheck „meist gepflegten Gestaltungsidiom eines klassizistischen Spätbarock“ gehalten. Der heutige Haupteingang in der Mitte der Ostfassade war ursprünglich ein Tor, in das Wagen durch das Erdgeschoss hindurch bis zum rückwärtigen Wirtschaftshof fahren konnten. An beiden Schmalseiten gab es wichtige weitere Gebäudezugänge mit vorgelagerten, breiten Freitreppen, von denen die nördliche später entfernt wurde. Der eingefriedete Vorgarten des Accouchierhauses diente anfangs als Nutzgarten der Direktorenfamilie. Die ebenfalls repräsentativ ausgebildete Rückfassade zur Westseite wies zu einem Wirtschaftshof, auf dem sich ein Brunnen sowie kleine Gebäude mit Waschküche und Holzlager befanden.

Bildergalerie
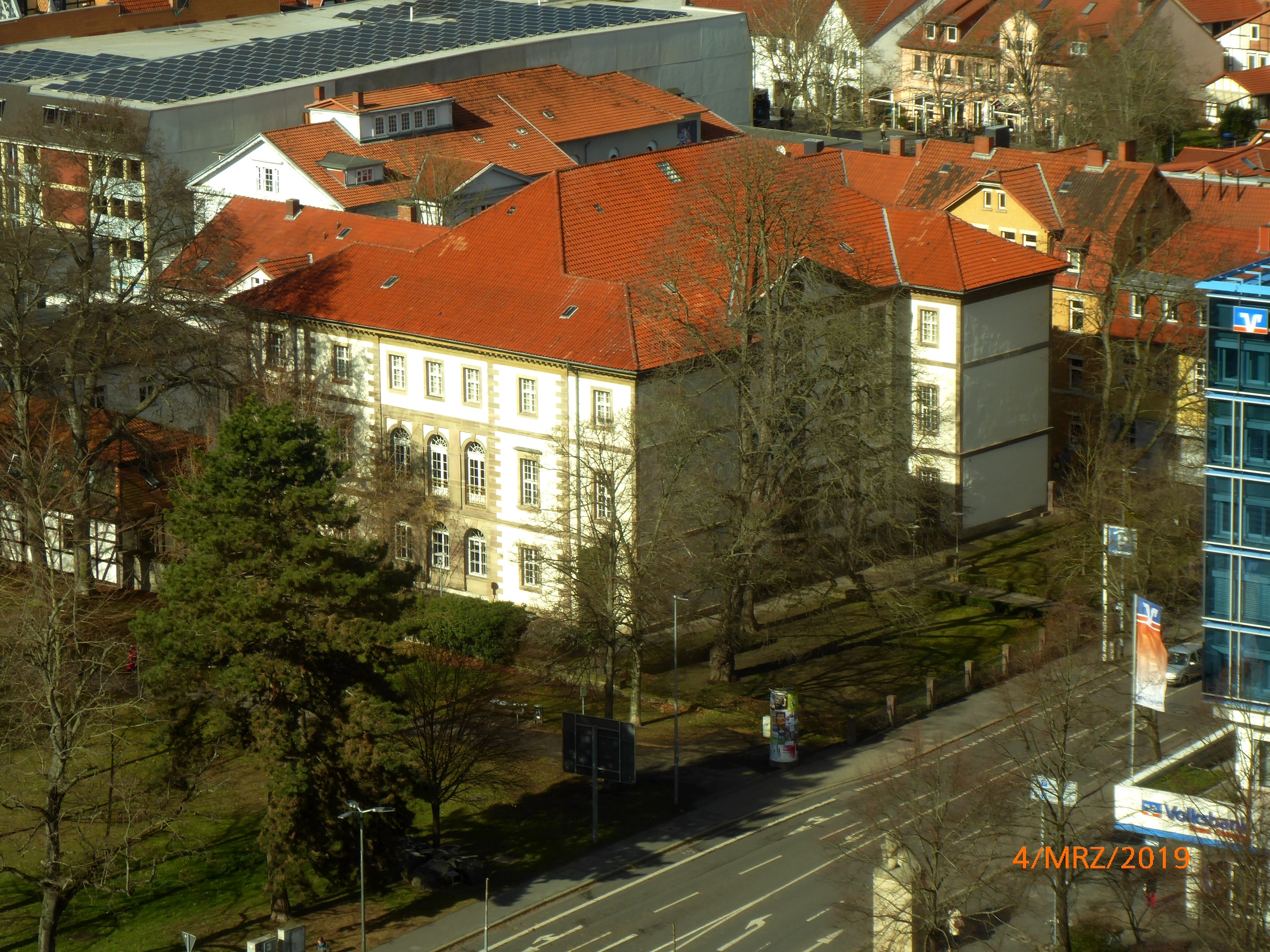
Blick vom Hochhausturm des Neuen Rathauses (2019)
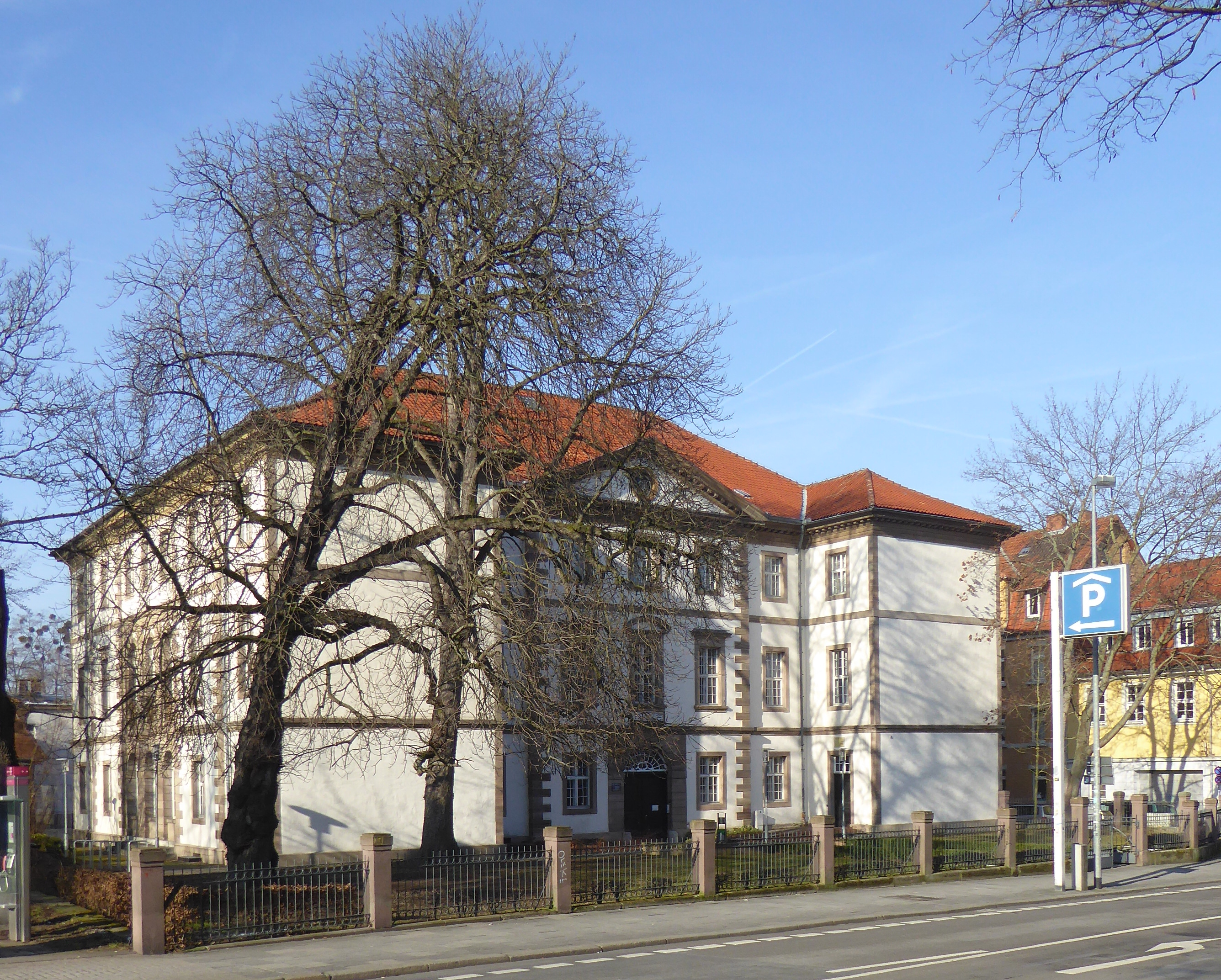
Hauptfassade, Ansicht von Südosten (2015)
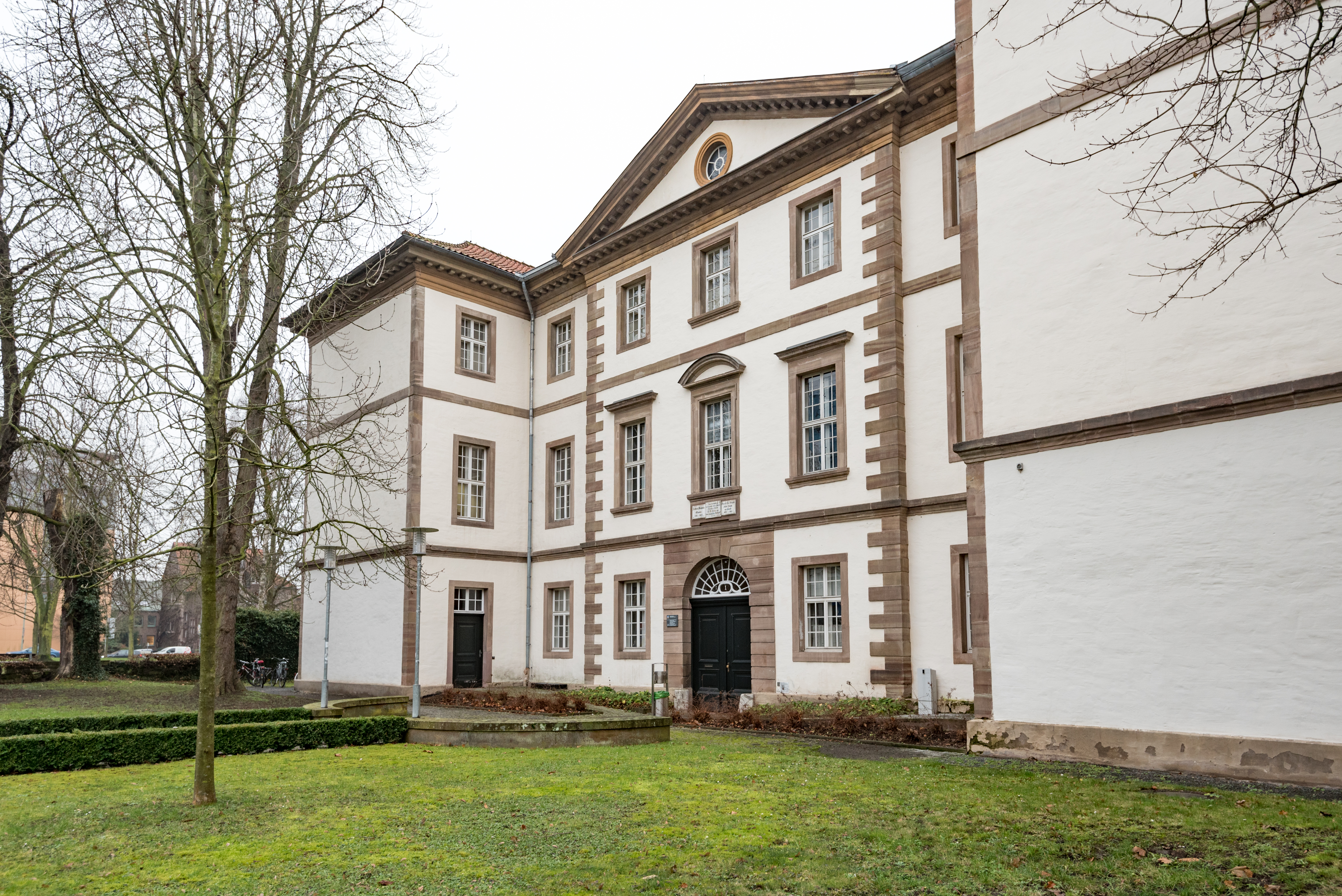
Ostfassade mit fensterlosen Seitenrisaliten (2018)
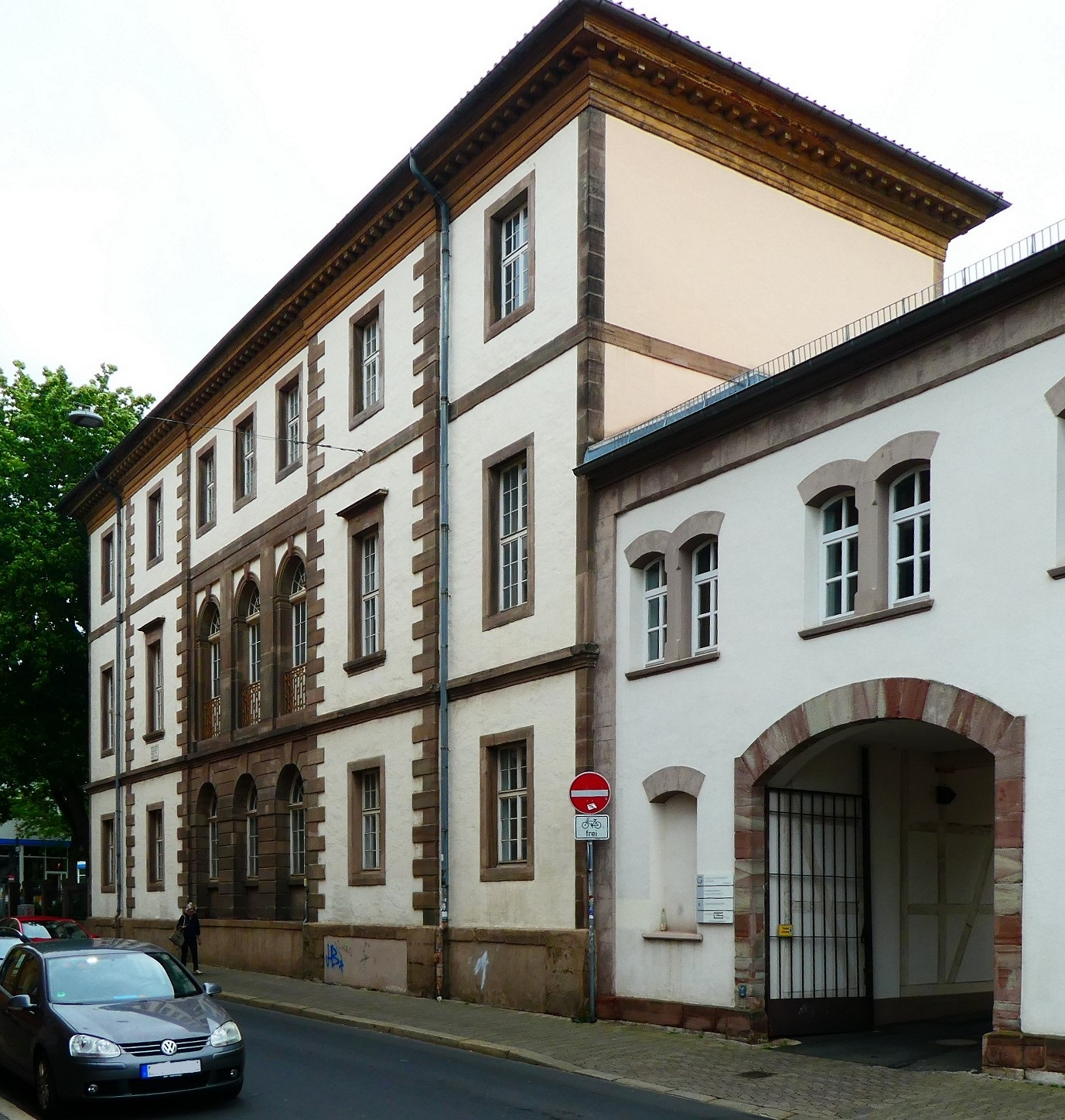
Nordfassade zur Hospitalstraße (mit rechts jüngerem Anbau), 2023
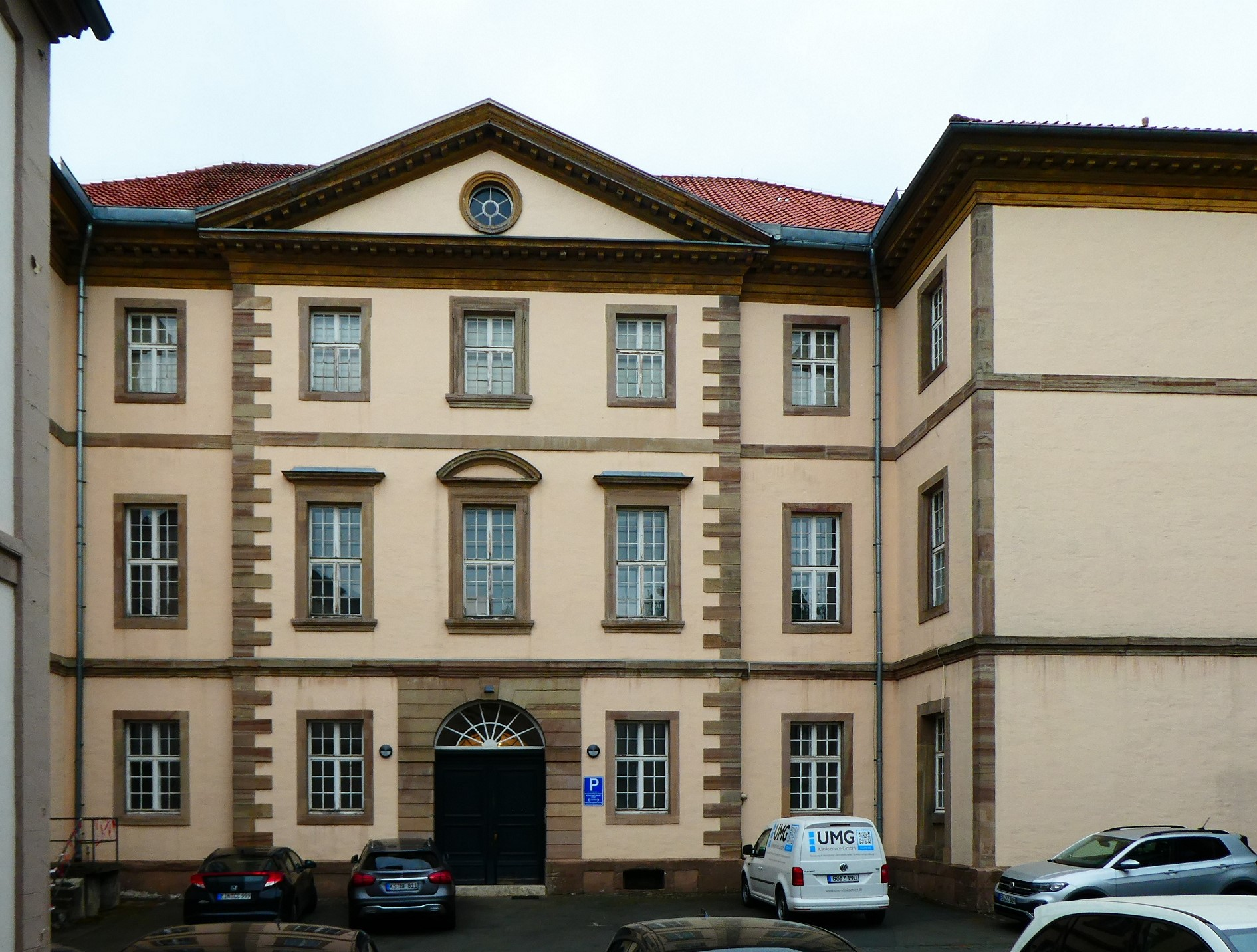
Westfassade zum Wirtschaftshof (2023)

Das Innere des neuen Accouchir-Hospitals war in hohem Maße funktional und gestalterisch durchdacht. Schon in einer Entwurfsbegründung von 1783 hatte Architekt Borheck die besondere räumliche Großzügigkeit empfohlen, damit „das ganze Werk prächtiger und das äußere Ansehen einer so großen Idee angemessener“ werde. Konkret nannte er auch hygienische Argumente und postulierte, dass das aufwändige große Treppenhaus und die breiten Gänge dazu dienten, „den zur Gesundheit des Gebäudes [sic] erforderlichen Luftzug“ zu gewährleisten. Denn ansonsten entstünden „nach den Urteilen berühmter Ärzte (die) in Hospitälern ganz gewöhnlichen Krankheiten (...) von nichts als eingeschlossener unreiner Luft“. Eine frühe Baubeschreibung von 1820 hob eine besondere zusätzliche Fensterlüftung hervor: „(...) für das beständige Eindringen der frischen Luft ist durch eine drei Zoll weite und ebenso viele Zoll lange, schräg nach oben gegen die Decke zulaufende, blecherne Röhre gesorgt, die im oberen Flügel der Fenster angebracht ist“.
Das Innere der Accouchiranstalt war ursprünglich folgendermaßen eingerichtet: Im Untergeschoss gab es zwei gleich große Keller für den Hospitalbetrieb und die Direktorenfamilie, auf der anderen Seite lagen zwei „Cloakgewölbe“ für die Fäkalien von insgesamt sechs Abtritten. Im Erdgeschoss befanden sich die Wirtschaftsräume der Anstalt sowie zwei Stuben und zwei Kammern für auswärtige Hebammenschülerinnen, die Wohnungen des Hospitalverwalters und der Hausmagd. Außerdem gab es im Erdgeschoss ein „Kirchen- oder Betzimmer“, die Küche und ein Zimmer für die „Leichenöffnungen der im Hospital verpflegten und verstorbenen Personen“. Das erste Obergeschoss mit seinen besonders großen Deckenhöhen enthielt die zentralen Gebäudefunktionen: Auf der Straßenseite lagen in der Mitte der Entbindungssaal und zur Seite angeschlossen der Wohnraum der Hospitalshebamme und ein Raum für die Neuentbundenen. Auf der Hofseite lag in der Mitte der Vorlesungssaal. Weiter befanden sind auf dieser Etage fünf heizbare Zimmer und zwei Kammern für die Schwangeren und Wöchnerinnen sowie ein Büroraum und ein Raum für die Sammlung anatomischer Präparate. Das oberste Stockwerk diente dem Institutsdirektor als Dienstwohnung, die jedoch auch zwei Zimmer für „Personen aus den höheren Ständen“ enthielt.

Funktionaler Mittelpunkt und gestalterisches Glanzstück des Gebäudeinnern war und ist heute immer noch die schon von den Zeitgenossen bewunderte Eingangshalle mit dem Treppenhaus. Johann Stephan Pütter beschrieb diese Anlage bereits vor Fertigstellung des Gebäudes in seiner 1788 veröffentlichten Universitätsgeschichte so: „[...] ein Flur (vestibule) von 24. Fuß breit, in deren Mitte ein runder freyer mit vier ganzen und vier halben Säulen umgebener Platz befindlich ist, welcher gleich dem Eingang durch das Hauptthor 21 Zoll niedriger als die übrige Flure liegt. Beides ist des Durchfahrens wegen so eingerichtet; und daher auch die zwischen den Sockeln der Säulenfüße angeordneten drey Stuffen, die aus gehauenen Quadern bestehen. Sieht das Auge aus dem Mittelpunct in die Höhe, so erscheint eine durch alle Etagen durchgehende runde Oeffnung von 10. Fuß im Durchmesser, welche auf jedem Gebälke in Brüstungshöhe mit ordnungsmäßigen Geländerdecken versehen ist, und sich unter dem Gebälke im Dachwerk als ein dôme oder Kuppel endigt. Diese letztere Einrichtung verschafft dem Innern des Gebäudes ausser einem Ueberfluss von Licht und Helle den ungehinderten und beständigen Zugang der freyen frischen Luft; wie solches mit Recht zu den wesentlichen Eigenschaften eines zweckmäßig eingerichteten Hospitals gezehlt wird. Im hôtel Dieu zu Lyon und im neuen Werkhuis zu Amsterdam sind vor einigen Jahren schon ähnliche Einrichtungen nicht ohne großen Vortheil getroffen worden. Die Haupttreppe liegt, wenn das Auge im Mittelpunct des runden Platzes bleibt, nach Süden; und zwar fängt sich ihr Antritt in der Breite der freystehenden Säulenweite an, und ihr Austritt endigt sich in gleicher Breite in das erste Geschoss (au premier). Dieses Geschoss ist 15. Fuß hoch in Lichten. Die im weiten Zirkel gestellten Säulen sind in der Jonischen Ordnung, so wie die im zweyten aus der Corinthischen; beyde ruhen auf den untersten Säulen Dorischer Ordnung.“

Treppenhaus
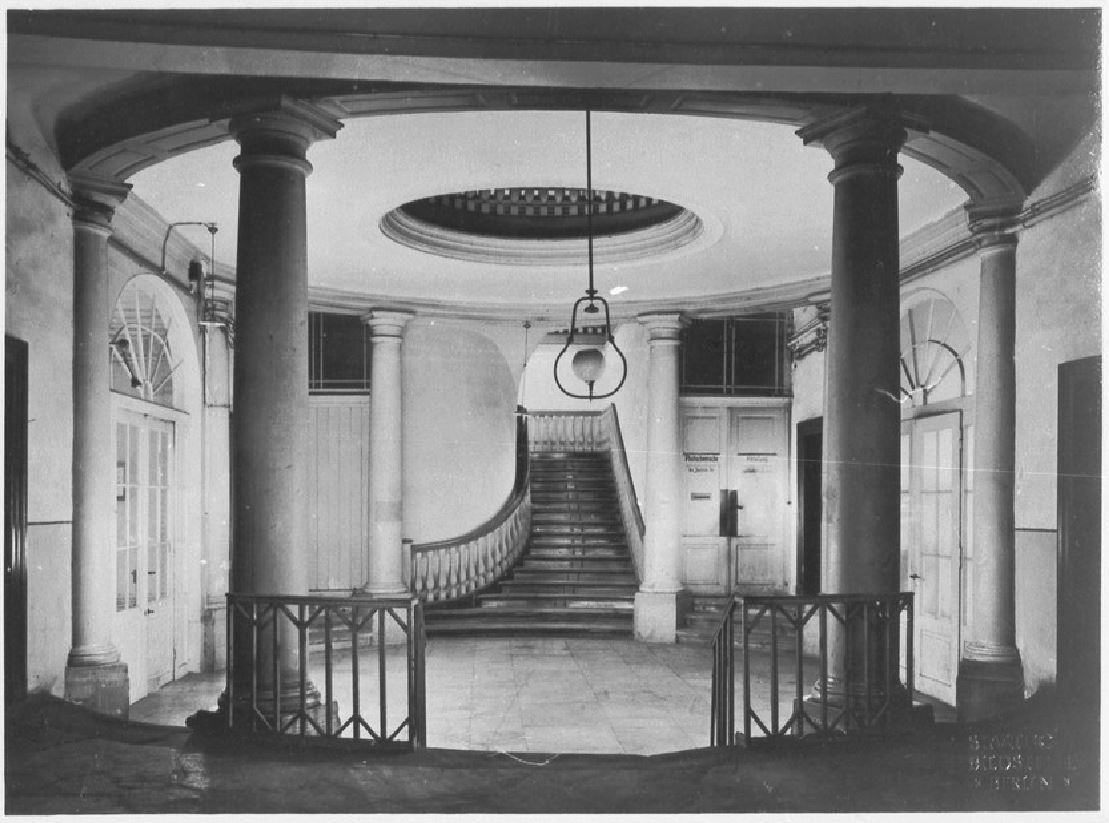
Eingangshalle und Treppenhaus (1930er Jahre)
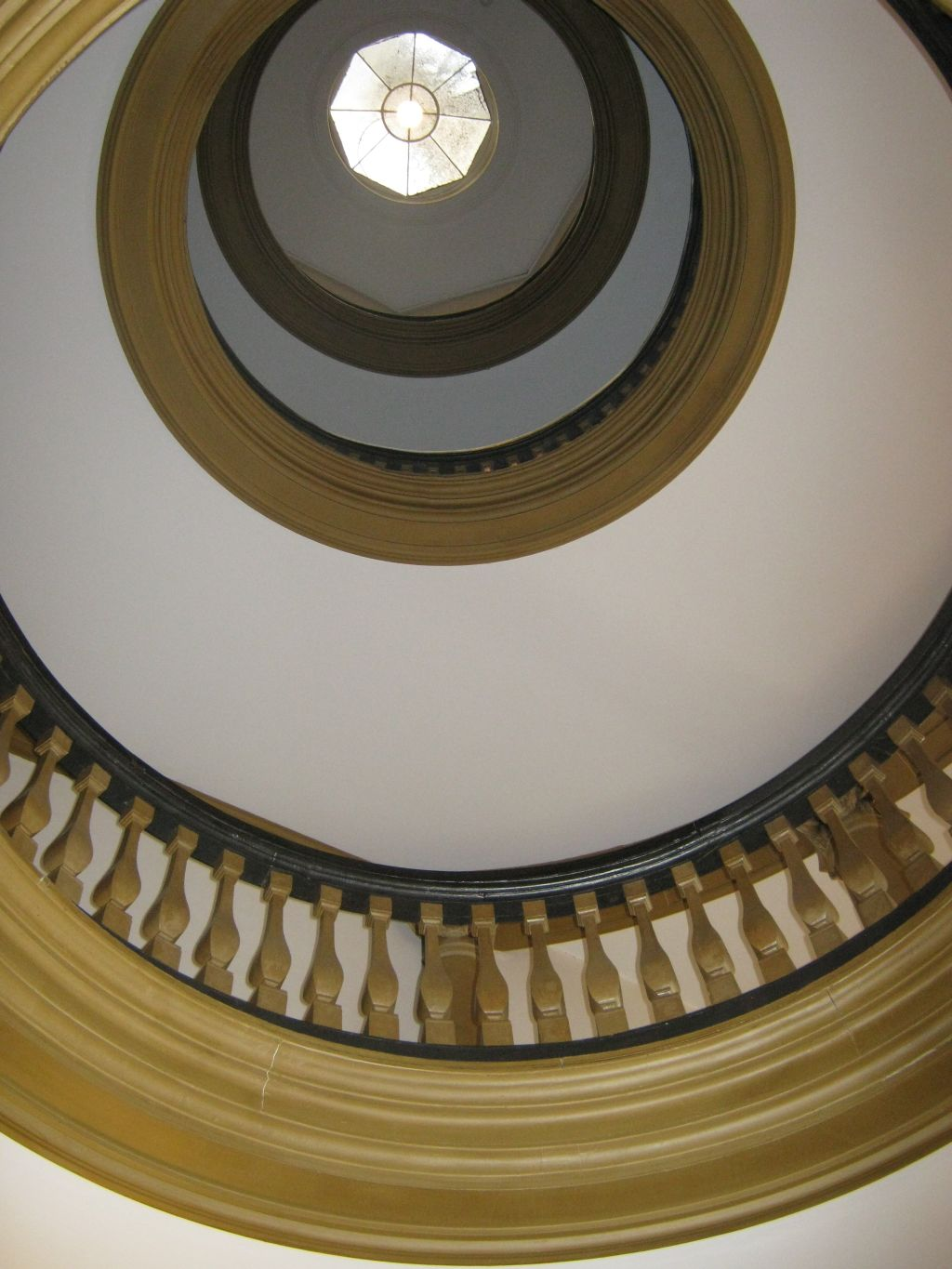
Blick durch die Mittelöffnung nach oben bis zur Lichthaube im Dach (2011)
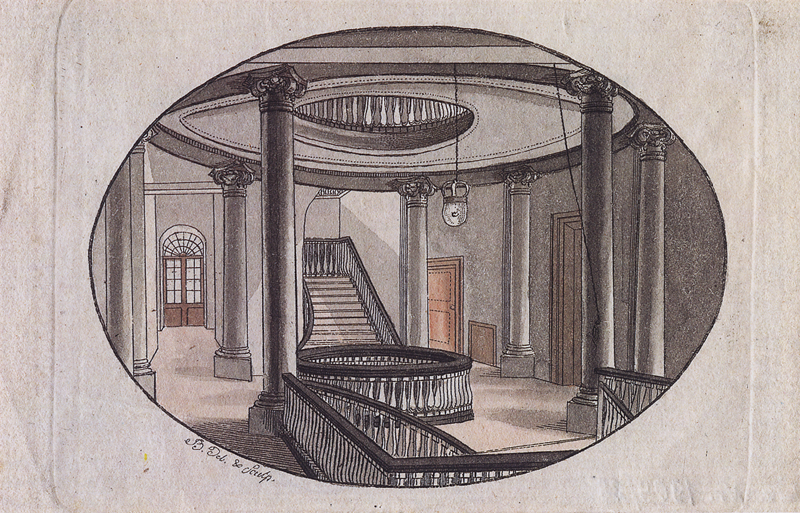
Treppenhaus in der Beletage, Stich von Christian Andreas Besemann, um 1794/95
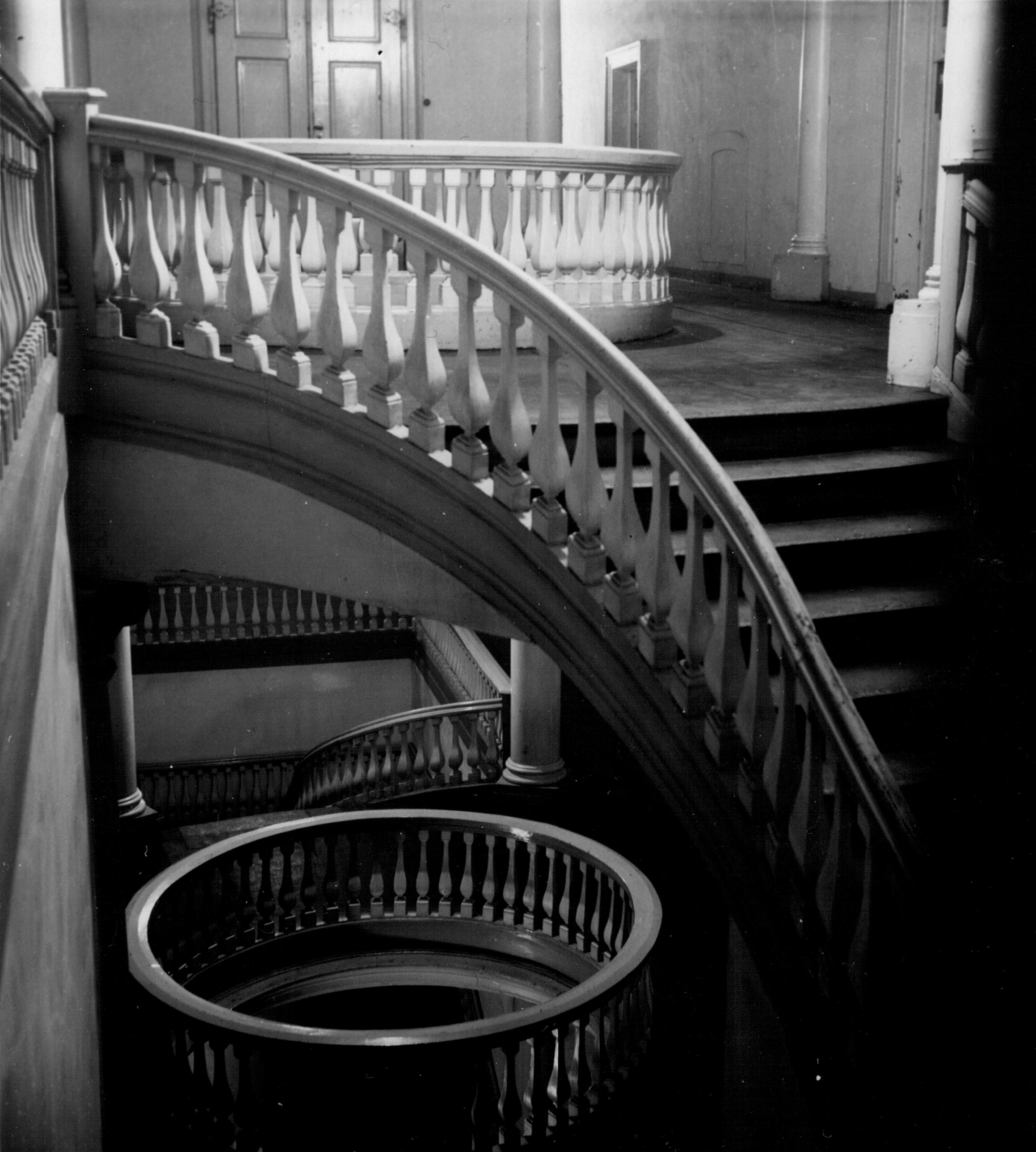
Treppenhaus mit Blick vom zweiten Obergeschoss hinab (1949)
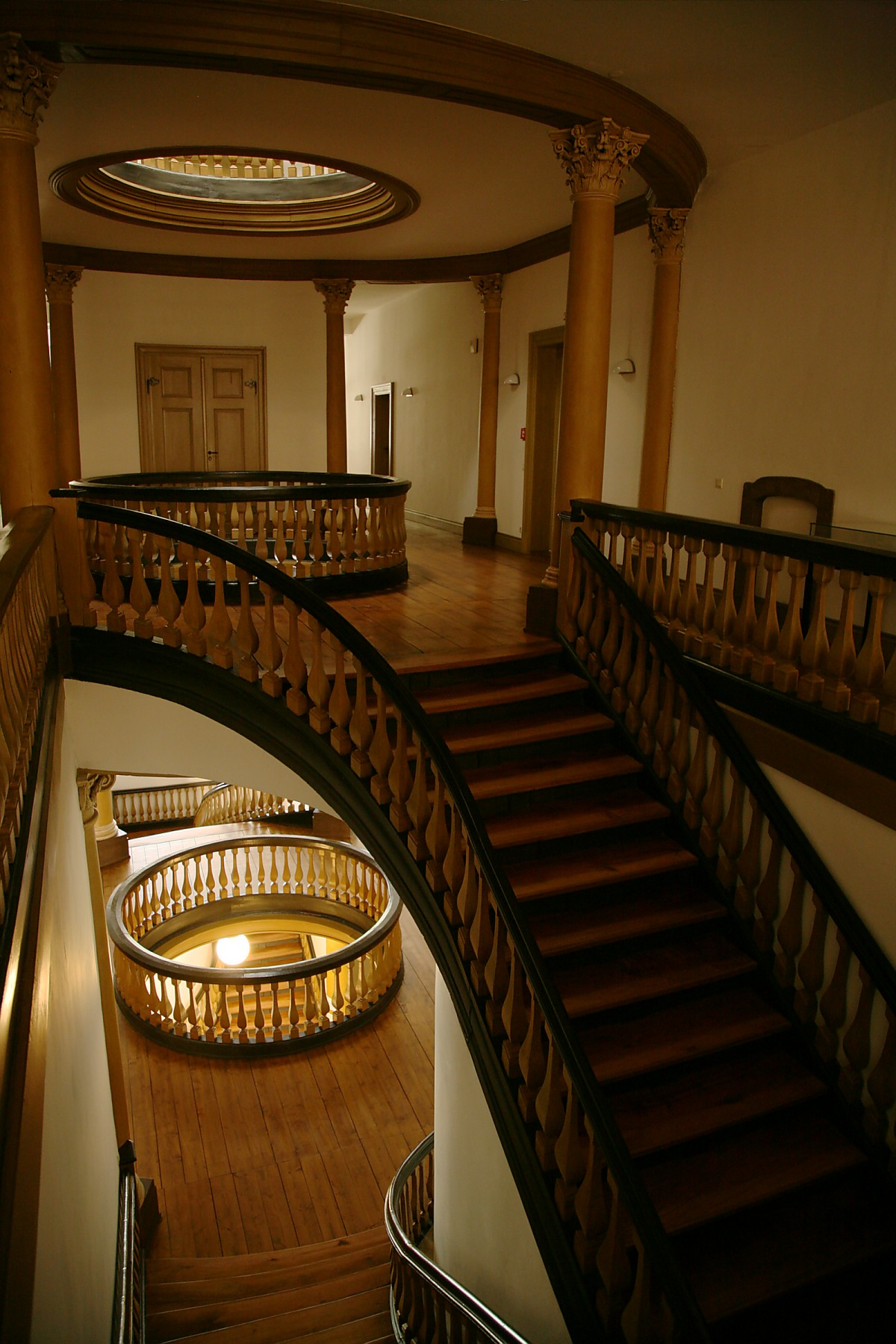
Treppenhaus mit Blick vom zweiten Obergeschoss hinab (2007)

## Nachnutzungen und Baumaßnahmen seit 1896
Nach dem Auszug der Entbindungsanstalt von 1896 diente das Gebäude verschiedenen Universitätsinstituten. Zunächst bezog die Gemäldesammlung das erste, das Seminar für Versicherungswesen und Staatswissenschaft das zweite Obergeschoss. 1933 zog das Musikwissenschaftliche Seminar ein. Vor und im Zweiten Weltkrieg waren im Accouchierhaus neben der Musikwissenschaft unter anderem auch die Vereinigung Göttinger Kunstfreunde, die Photomechanische Abteilung, das Sinologische und Vorgeschichtliche Seminar und zeitweise auch eine Station des Roten Kreuzes einquartiert. Nach 1945 kamen das Altertumskundliche und Archäologische Institut, die Deutsche Volkskunde sowie das Historische Seminar mitsamt Ur- und Frühgeschichte unter.
1985–1989 erfolgte eine grundlegende Instandsetzung des unterdessen auch statisch gefährdeten ehemaligen Accouchierhauses. Es wurden nicht nur viele nachträgliche Ein- und Umbauten entfernt. Verformungen und Setzungen der Innenwände um bis zu 20 cm führten dazu, dass „die alte Substanz der Innenwände und Decken teilweise entfernt werden“ mussten. Erhaltener Holzdielenfußboden kam nur im zweiten Obergeschoss zur Wiederverwendung. Wand- und Flurabschlüsse wurden aus verglasten Stahlelementen erstellt.
1989–2021 war das Musikwissenschaftliche Seminar alleiniger Hausnutzer. Danach verblieben in 15 Räumen des zweiten Obergeschosses in einer Dauerausstellung Teile der 1964 für Forschungs- und Lehrzwecke gegründeten Musikinstrumentensammlung; die gesamte Sammlung umfasst über 2.000 Objekte aus aller Welt, vorwiegend aus Europa, Asien und Afrika. Weiterer aktueller Nutzer des ehemaligen Accouchierhauses ist eine Abteilung des Georg-Elias-Müller-Institut für Psychologie (Stand September 2023).

## Varia
- Da das Accouchierhaus lange zu den höchsten Gebäuden der Göttinger Innenstadt zählte, wurde es 1833 zum Mit-Schauplatz einer spektakulären Erfindung: Die Gelehrten Carl Friedrich Gauß und Wilhelm Eduard Weber bauten in Göttingen den ersten elektromagnetischen Telegraphen der Welt, den sie im Mai 1833 erfolgreich erprobten. Der heute sogenannte Gauß-Weber-Telegraf von mehr als einem Kilometer Länge führte über die Dächer und Türme der Stadt Göttingen vom damaligen „Physikalischen Kabinett“ zur Göttinger Sternwarte – eine der Zwischenstationen war das Dach des Accouchierhauses.[71][72] Die mehrfach unter Mitwirkung des Universitätsmechanikus Moritz Meyerstein erneuerte Leitung bestand bis 1845.[73]
- Mit dem Einzug des Institutsdirektors von Eduard Caspar von Siebold hielt 1832 auch die Musik Einzug in das Haus. Seither stiegen berühmte Gäste und Musiker dort ab, beispielsweise Clara Schumann oder Johannes Brahms. An Brahms’ Jugendliebe Agathe von Siebold von 1853 erinnert eine 1935 an der Nordfassade des Accouchierhauses angebrachte Göttinger Gedenktafel.[74][75]

## Archivalien
- Universitätsarchiv Göttingen, Signatur: Kur. 5397 (Anlegung und Einrichtung der Accouchiranstalt und Accouchir-Neubau, 1751–1786); Nachweis auf arcinsys.niedersachsen.de, abgerufen am 6. September 2023.
- Stadtarchiv Göttingen, Signatur: AA Nr. 1943 (Das Accouchier-Institut. Ankauf des St. Crucis-Kirchplatzes. Bau des Accouchierhauses, 1756–1785); Nachweis auf arcinsys.niedersachsen.de, abgerufen am 14. September 2023.
- Niedersächsisches Landesarchiv Hannover, Signatur: Hann. 92 Nr. 1025 (Das zu Göttingen zu erbauende Accouchier-Hospital (Gebärhaus), 1784–1786); Nachweis auf arcinsys.niedersachsen.de, abgerufen am 6. September 2023. – Digitalisat der Akte, u. a. mit Präsentationsplänen zu Borhecks erstem Bauprojekt von 1784.